# Replicant
Replicant es una película de DVD de 2001 protagonizada por Jean-Claude Van Damme y dirigida por Ringo Lam. Es la segunda colaboración entre Van Damme y Lam.

## Argumento
Garrotte (Jean-Claude Van Damme) es un loco asesino en serie que tiene una predilección por matar a mujeres y prenderles fuego. Todas sus víctimas son también madres. 
Jake Riley (Michael Rooker) es un veterano inspector de policía que investiga sus asesinatos. Aunque en su día fue un inocente idealista, Jake ha visto lo suficiente de la naturaleza humana como para convertirse en un consumado escéptico, aunque esconde su dolor y su desilusión bajo un exterior de hombre bregado. 
Jake ha ido siguiendo la pista de Garrotte sistemáticamente pero los cadáveres se van acumulando y el caso no progresa, a pesar de que el asesino le ha escogido como su confidente y persistentemente le llama cada vez que comete un crimen. Asqueado con todo lo que ocurre, Jake deja el departamento de policía justo cuando le piden formar parte de un proyecto secreto para eliminar a Garrotte. El nuevo ayudante de Jake en el caso es una "réplica", clonado con el propio ADN del asesino, y quizás le pueda llevar hasta su guarida.

## Reparto
| Actor                 | Personaje                                                |
| --------------------- | -------------------------------------------------------- |
| Jean-Claude Van Damme | Edward "the Torch" Garrotte (Luc Savard) / The replicant |
| Michael Rooker        | Det. Jake Riley                                          |
| Catherine Dent        | Anne                                                     |
| Brandon James Olson   | Danny                                                    |
| Pam Hyatt             | Sra. Riley                                               |
| Ian Robison           | Stan Reisman                                             |
| Allan Gray            | Roarke                                                   |
| James Hutson          | Snotty Concierge                                         |
| Jayme Knox            | Wendy Wyckham                                            |
| Paul McGillion        | Capitán                                                  |
| Chris Kelly           | Chris                                                    |
| Peter Flemming        | Paul                                                     |
| Margaret Ryan         | Gwendolyn Savard                                         |
| Marnie Alton          | Hooker                                                   |
| Lilian Carlson        | Enfermera                                                |
| Ingrid Tesch          | Operadora del 911                                        |